# Guilhermina Maria da Dinamarca
Guilhermina Maria da Dinamarca e da Noruega (em dinamarquês: Vilhelmine Marie; Quiel, 18 de janeiro de 1808 - Glucksburgo, 30 de maio de 1891) foi a filha mais nova do rei Frederico VI da Dinamarca. O seu avô Cristiano VII tinha problemas mentais e, por isso, o seu pai era regente da Dinamarca desde 1784. Dois meses depois do seu nascimento, o seu avô morreu com um aneurisma cerebral e o seu pai tornou-se rei.

## Família
Guilhermina era a filha mais nova do rei Frederico VI da Dinamarca e da condessa Maria Sofia Frederica de Hesse-Cassel. Os seus avós paternos eram o rei Cristiano VII da Dinamarca e a princesa Carolina Matilde da Grã-Bretanha. Os seus avós maternos eram o conde Carlos de Hesse-Cassel e a princesa Luísa da Dinamarca.

## Primeiro casamento

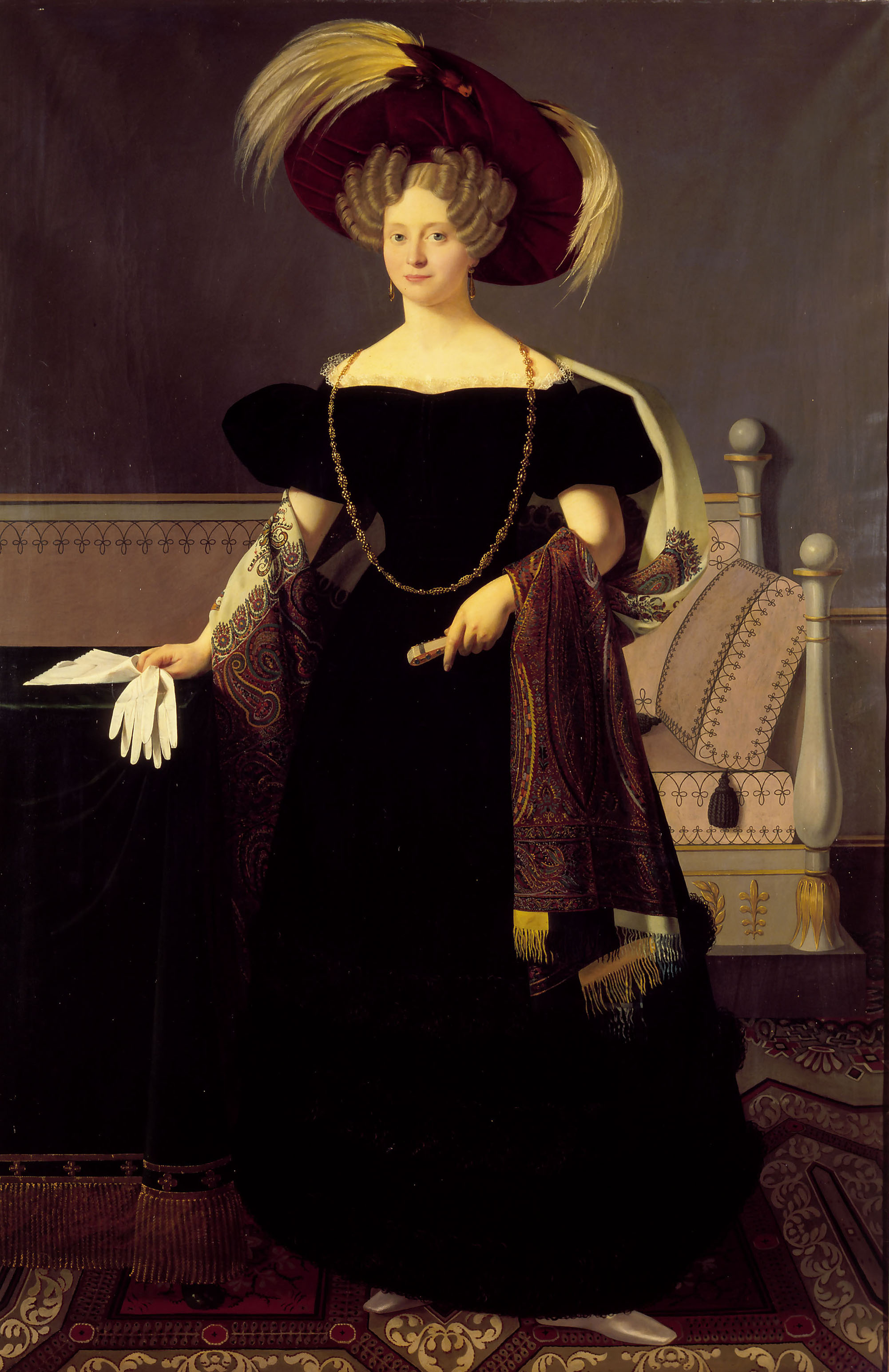
Guilhermina Maria.

Visto que o seu pai não teve filhos que sobrevivessem além da infância para herdar o trono, Guilhermina Maria era uma noiva muito desejada. Entre os seus pretendentes contava-se o futuro rei Óscar I da Suécia da recém-criada Dinastia de Bernadotte. A 1 de novembro de 1828, Guilhermina casou-se em Copenhaga com o príncipe Frederico da Dinamarca, futuro rei Frederico VII. O noivado tinha sido oficializado em 1826. O príncipe Frederico era um descendente em linha directa do rei Frederico V e da sua segunda esposa, a duquesa Juliana Maria de Brunsvique-Volfembutel. O casamento uniu as duas linhas de descendência da família real dinamarquesa, que estavam zangadas desde 1814, e foi muito popular: as celebrações públicas foram anormalmente grandiosas, com iluminações, poemas, festejos públicos e a criação de uma fundação, a Vilhelmine-Stiftelsen, que dava a noivas carenciadas tudo o que precisavam para o seu casamento.
Contudo, o casamento não demorou muito a azedar, principalmente devido ao estilo de vida exuberante de Frederico misturado com a sua infidelidade e o facto de beber em excesso. Diz-se que Guilhermina, apesar de ter bom coração e ser gentil, tinha falta de carácter e não conseguiu ganhar importância para Frederico que acusava de magoar os seus "sentimentos femininos". O seu casamento infeliz também preocupava muito os seus pais que tinham pena dela. O casal separou-se em 1834 e oficializou o divórcio em 1837.

## Segundo casamento

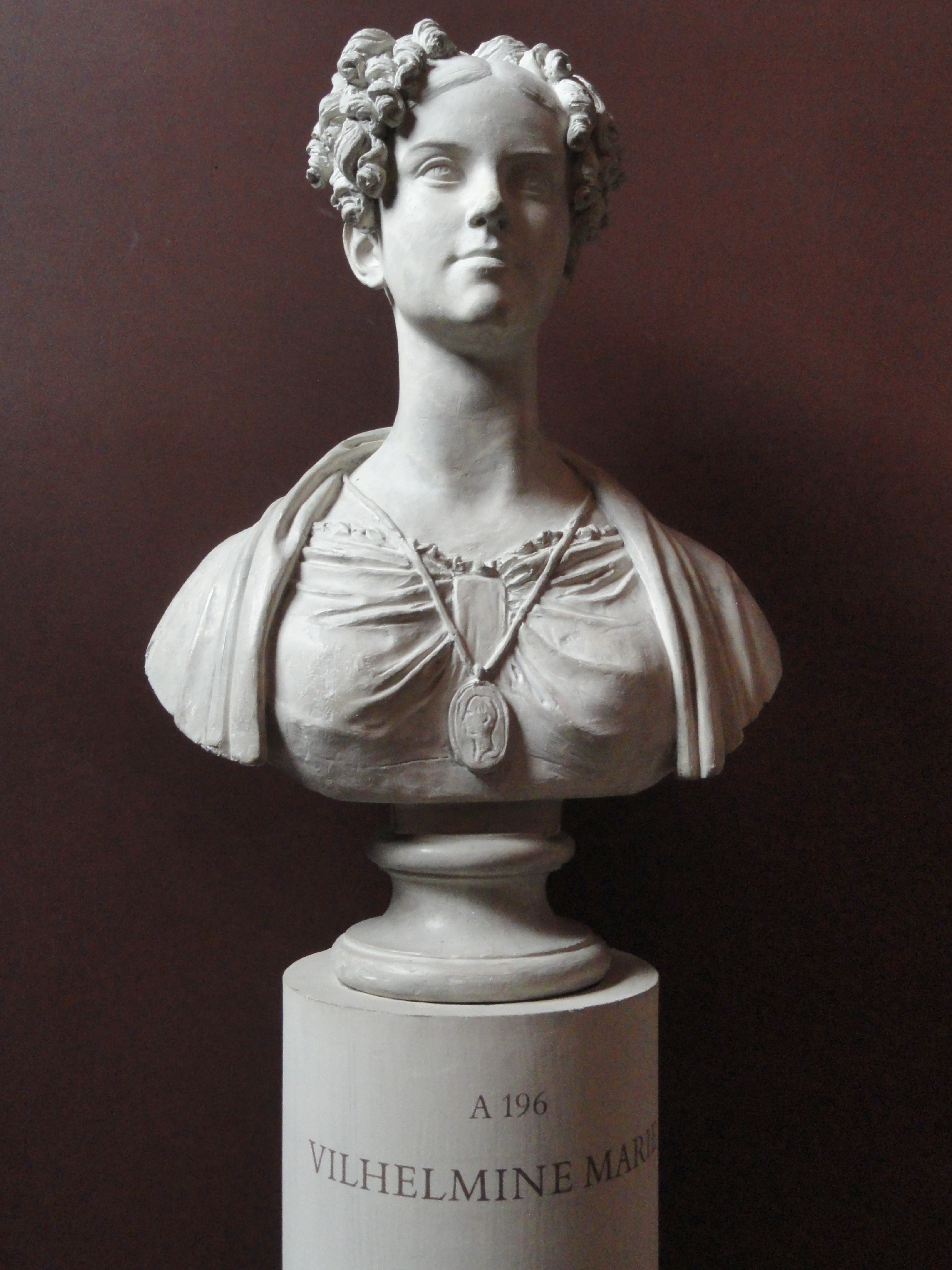
Escultura de Guilhermina de autoria de Bertel Thorvaldsen

A 19 de maio de 1838, Guilhermina voltou a casar-se, desta vez no Palácio de Amalienborg com Carlos, Duque de Eslésvico-Holsácia-Sonderburgo-Glucksburgo, irmão mais velho do futuro rei Cristiano IX da Dinamarca, passando a residir em Quiel. Diz-se que o seu segundo casamento foi muito feliz, mas, tal como o primeiro, não teve filhos. Muitos acreditam que Guilhermina era estéril, visto que existam vários registos de a princesa ter tido abortos e dar à luz bebés mortos.
Durante a Primeira Guerra do Eslésvico (1848-1851), o seu marido ficou contra a Dinamarca, o que fez com que a relação de Guilhermina com os seus parentes dinamarqueses azedasse por algum tempo. Durante a guerra, a princesa viveu em Dresda. Em 1852 houve uma reconciliação e Guilhermina voltou a ser acolhida no seio da sua família em Copenhaga, visitando a Dinamarca com frequência na companhia do seu marido. O seu estatuto como filha de um rei muito amado pelo seu povo e consorte abusada de um rei odiado, ajudaram a aumentar a sua popularidade na Dinamarca. Contudo, o seu marido nunca conseguiu o mesmo. Em 1870, Guilhermina passou a viver no Castelo de Glucksburgo onde permaneceria até ao fim da sua vida. A princesa passou os seus anos de velhice isolada, visto que tinha dificuldades a misturar-se com a sociedade por ter perdido a audição. Contudo, dedicava-se a várias obras de caridade que a tornam muito popular em Glucksburgo. Diz-se que teve pena por a Dinamarca ter perdido os ducados de Eslésvico-Holsácia em 1854 e que gostava da nova dinastia dinamarquesa.